# 受激拉曼光谱技术
受激拉曼光谱技术，也称为受激拉曼散射 (SRS)是一種用在物理、化学、生物和其他领域的 光谱學技術。 其產生機制相似於自發拉曼光谱：一角频率為 {\displaystyle \omega _{p}}的激發光子，當分子吸收後，有一定機率可以誘發振动(或转動)躍遷（不同於诱发一个简单的瑞利躍遷）。 这将导致分子发射的一个帶有偏移频率的光子。 然而，SRS，不同於自发拉曼光谱學，是一个三阶非线性的现象，需要第二光子—斯托克斯光子（角频率 {\displaystyle \omega _{S}}）—來激發產生特定頻率的躍遷。当兩個光子之间的频率差({\displaystyle \omega _{p}-\omega _{S}})等於的一特定的振动(或转動)躍遷({\displaystyle \omega _{\nu }})，发生这种躍遷的次數將共振式地增加。 在SRS，激發和斯托克斯光强度的变化可視為訊號。選用一恒定频率的雷射為激發光和扫描式频率的雷射為斯托克光(或相反)，可以得到分子的光谱特徵。 这个光谱特徵不同于其他光谱方法所得到的：例如瑞利散射。因為拉曼躍遷適用的排除规则不同於那些适用于瑞利躍遷的。

## 原理

### 定性描述
SRS的原则可以直观的用分子的能階來理解。 最初，该分子處於基態（最低的能階態），然后，它同时吸收激發光子和斯托克斯光子，然后结果发生了一定機率的振动(或转動)躍遷。此躍遷可以視為一个两步驟的躍遷，第一个步骤為分子受激發光子激發到一个虚拟態，第二步驟為分子釋放到一接近基態的振动(或转動)態。 虚拟態，这实际上是叠加的實態機率幅，不能被分子占用。然而，同时吸收双光子可能会提供一个联接最初和最后的態的路逕，讓分子看似能夠處於中間的虛擬態。当激發和斯托克斯光子之间的能量差异恰好等於一些振动(或转動)態和基态的能量差，則經由此受激過程的躍遷機率會增幾個数量级。

## 应用
SRS用在各种领域。 所有应用皆利用SRS能偵測振动(或转動)光谱特征的能力。 一些例子如下：

### SRS顯像
这种技术主要被用于活组织，因为其可供非侵入、無標定的成像。在这种方法 图象通过在一些格點上執行SRS測量，在那里每个测量增加了一像素的图像。

### 超快速显微镜
采用飛秒雷射脉冲 ，单一的激光脉冲可以即時产生很寬波段的光谱特征。根據不确定性原则 ，时间的不确定性與频率的不確定性成一反比關係，因此寬頻信号肇因於雷射光的短頻寬。 这种方法远远快于传统的显微镜的方法，因为它绕过了需要在漫长和费时的频率扫描。

## 参看
- 非线性光学